# El Poblenou del Delta
Poble Nou del Delta, (abans anomenat Villafranco del Delta), és un poble del municipi d'Amposta, a la comarca del Montsià. Es va crear com poblat de colonització, projectat per l'arquitecte José Borobio entre 1954 i 1956, i va ser inaugurat el 1957 amb el nom oficial de Villafranco del Delta, quan es va lluirar als colons 96 habitatges amb els corresponents lots de terra a conrear.
Tot i que la Generalitat de Catalunya ja va canviar el nom el 1989, va trigar molts anys fins que el nom nou es va introduir localment, amb discussions bizantines durant anys entre partidaris i adversaris del canvi de nom al consistori d'Amposta.
El poble es caracteritza pels seus carrers enjardinats i les cases de colonització amb pati interior dins el perímetre format per murs emblanquinats.

## Història
Les referències més antigues de la zona són del segle xvi i parlen sobre la pesca, l'aprofitament de la sosa i sobre les pastures dels ramats que per mitjà de lligallos baixaven a hivernar des de les muntanyes. Les notícies més antigues de l'àrea del Poble Nou del Delta fan referència a la recol·lecció de la sal i la pesca. Al llarg dels segles xvi i xvii es desenvolupen altres activitats com l'aprofitament de sosa i les pastures.
Posteriorment, en el segle xix, la Comandància de Marina va autoritzar, mitjançant concessió temporal, la posada en conreu de petites extensions en la zona marítimo-terrestre compresa entre la Ràpita i la pantena de l'Encanyissada. D'aquesta manera, l'ampliació de terres cultivables per part dels colons era constant.
En aquesta zona es trobaven llocs on hi havia muntanyes d'arena i d'altres on hi havia gorgs (una forma de pou) o galatxos (una forma de canal erosionat pel mar quan pujava i baixava). La gent que va començar a habitar aquest terreny va transformar aquest territori irregular en pla. Aquesta tasca va comportar molt d'esforç i molt de temps, participant-hi un nombre creixent de famílies que vivien disperses en barraques que havien construït als seus propis terrenys.

### Intervenció de l'Institut Nacional de Colonització
L'Institut Nacional de Colonització, va ser un organisme creat a Espanya durant l'octubre de 1939, dependent del Ministeri d'Agricultura. Tenia l'objectiu de reformar socialment i econòmica la terra, mitjançant la reorganització i reactivació del sector agrícola i l'increment de la producció agrícola encaminada cap als plans autàrquics de l'època mitjançant l'augment de terres de conreu i la superfície de reg.
L'Institut Nacional de Colonització posseïa terres, que –per omplir la seva missió– transferia en arrendament o en altres formes de tinença als colons, petits productors agropecuaris, els quals havien de pagar un arrendament, fins que finalment n'adquirien la propietat. L'Institut Nacional de Colonització va realitzar ambiciosos projectes de parcel·lació per tot Espanya, construint nombrosos poblats de colonització, alguns dels quals encara subsisteixen, com El Poble Nou del Delta.
Fins a l'any 1975 va construir 264 nuclis de població arreu de l'estat espanyol. Des de Saragossa, la Delegació de l'Ebre va projectar 43 poblacions al nord-est peninsular, de les quals només quatre s'ubiquen a Catalunya (Gimenells, Sucs, el Pla de la Font i Poblenou del Delta), mentre que la resta són a les zones de Navarra, Saragossa, Osca i Terol.

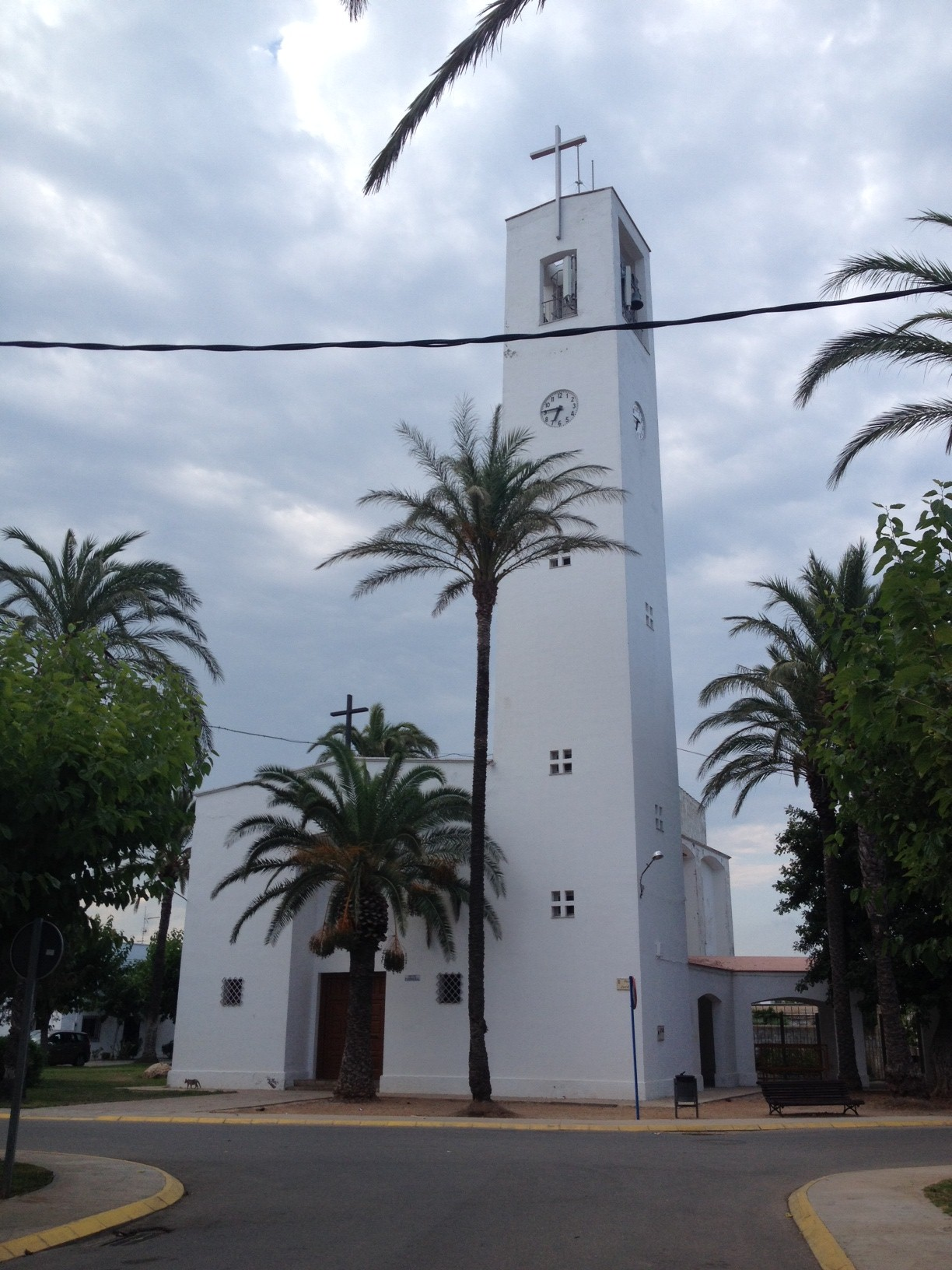
L'església del Poblenou del Delta

La colonització de la zona dreta de l'Ebre es va declarar d'interès nacional per decret de l'Estat del 24 de juny de 1941. El 8 de juny de 1947 es va promulgar la llei per la qual se cedien a l'Institut Nacional de Colonització els terrenys de l'hemidelta dret de l'Ebre situats a l'antiga zona marítimo-terrestre.
Per a millorar la qualitat de vida dels colons que cultivaven arròs en les terres desermades per ells, aquest organisme va començar a construir el poble l'any 1954. El projecte arquitectònic i el seguiment de les obres van ser dutes a terme per l'arquitecte de Saragossa José Borobio Ojeda (1907-1984, títol del 1931), germà i col·laborador en diverses obres de Regino Borobio Ojeda, dotze anys més gran. José Borobio va ser influït per l'arquitecte saragossà racionalista Fernando García Mercadal, i aquesta influència es veu reflectida al Poblenou del Delta en les línies pures i cúbiques dels volums dels habitatges i els equipaments originals.
El poble es va constituir oficialment el 30 d'abril de 1957 com a Entitat Local Menor (avui dia Entitat Municipal Descentralitzada). El Ministeri de Governació, presidit per Camilo Alonso Vega, va considerar que, tot i que la major part de terreny pertanyia a Amposta, la proximitat amb la Ràpita amb millors vies de comunicació, i el fet que la major part dels colons de la nova zona eren de la Ràpita, s'hi havia d'agregar.
El primer Alcalde del Poble Nou del Delta va ser José Cervera, relacionat amb les estructures franquistes que van crear el poble.
L'emplaçament fou fixat a un quilòmetre de la mar. Els terrenys on s'havia d'edificar el poble eren plans i al·luvials, per la qual cosa no es va trobar ferm a l'excavar el terra i es van haver de fonamentar amb plaques de formigó armat.
El projecte inicial es va redactar en base de 127 cases per als colons, però es van suprimir els dos blocs de cases projectats a la part nord, i així quedaven 96 cases per als colons. La resta d'edificis que comprenia el projecte, i que es van disposar al voltant del carrer Major i la plaça, eren equipaments: església i casa rectoral; edifici de l'administració i casa del secretari; edifici social, amb una sala de cinema i bar; escola amb classe per als nens i nenes; dues cases per als mestres.
Les cases, situades en una parcel·la de dotze metres i mig d'amplada i vint-i-cinc metres de profunditat, disposaven d'una portalada al carrer per a l'entrada dels carros, dos magatzems i una cisterna per a l'aigua potable. Les tipologies de les cases es basaven en quatre models, amb una o dues plantes i de dos a quatre dormitoris, a més de cuina i menjador. Constaven, també, d'una dependència agrícola annexa que disposava de quadra i paller, i quedava un espai ampli en la parcel·la, perquè el colon pogués anar ampliant aquestes dependències amb altres serveis.
A cadascun dels colons es van concedir 15 jornals de terra, una parcel·leta a prop de casa per conrear fruites i verdures per a l'autoconsum, una casa unifamiliar i un pati, a canvi de la transformació d'aquelles terres amb camps d'arròs i a canvi també d'un cànon que finalitzaria al cap de cinquanta anys. Així, els colons es van convertir en arrendataris i van haver de pagar un cens anual per a poder-se quedar les terres i la casa en propietat.
També van construir el canal de l'Agulla que va permetre portar aigua fins aquella zona perquè s'hi pogués cultivar arròs. Les obres de construcció es van acabar a final de l'any 1956, i l'any 1957 es van començar a ocupar les cases. Les claus de les cases van ser entregades per un junta representant del govern franquista a la plaça de Cóc de la Ràpita.
El dia 17 de novembre de 1969, després de l'alcaldia de Rafael Alejo i d'Amadeo Aza, es va liquidar Villafranco del Delta com a Entitat Local Menor pertanyent a la Ràpita per estar edificat dins del terme municipal d'Amposta. Això va significar que el poble quedava annexionat a l'Ajuntament d'Amposta i per tant, el poble deixava de tenir ajuntament propi; llavors Poble Nou es converteix en una entitat de població. Es va passar així de tenir ajuntament propi, com que era entitat local menor (el que avui és una EMD), a tenir un representant de l'Alcaldia d'Amposta, anomenat Alcalde pedani. Després del canvi d'Ajuntament, va ser Manuel Garcia, conegut al poble com a «Manolo lo Valent». Posteriorment ho va ser Juan Sarrió. Tots dos pertanyien al partit socialista.
L'any 1987 el partit Convergència i Unió va guanyar per majoria absoluta a l'Ajuntament d'Amposta, i fins a l'abril de 2014 Encarna Ferrer Provinciale en va ser l'alcaldessa pedània.
El 16 de juny de 1991 Héctor Pitarch va demanar, en una reunió amb el conseller d'Agricultura, Ramaderia i Pesca de la Generalitat de Catalunya, Joan Vallvé, que les terres annexes a les cases del Poble Nou poguessin dividir-se a l'hora de donar-les en herència, ja que en aquell moment el patrimoni era indivisible i, per tant, un propietari no podia repartir-les entre els fills o famílies que possiblement han ajudat a conrear-les i fer-les productives.
A principi de juny de 1994 una modificació en la llei de reforma i desenvolupament agrari va posar de manifest que els propietaris de les 96 cases del Poble Nou tenen la possibilitat de posar les seves propietats en venda. Fins al moment, aquestes cases i propietats annexes només podien ser heretades.
Les cases van rebre una subvenció per part de la Generalitat per a ser remodelades, donats els desperfectes que s'havien produït a causa de la defectuosa qualitat dels materials amb què foren construïdes i per la humitat i la salinitat que va anar afectant les cases al llarg dels anys.
El dia 12 de maig de 2014 es va nomenar Josep Sancho Beltri com a nou alcalde pedani. El 2015 Josep Juan Pla va exercir com a alcalde pedani, convocant l'any següent una consulta popular per a que els mateixos veïns poguessin triar el seu alcalde, ja que fins ara venia imposat per l'Ajuntament d'Amposta. El 3 d'abril de 2016 Josep Sancho i Beltri va ser escollit el primer alcalde pedani electe de Poble Nou del Delta.
Els canvis en l'agricultura han canviat l'economia del poble, que actualment es dedica majoritàriament al turisme natural relacionat amb el delta de l'Ebre.